# Kusi (Wind)
Der Kusi ist ein starker Monsun-Wind aus Südosten, der im Raum Ostafrika in der Zeit von Mai bis September vorkommt. Nördlich des Äquators dreht der Wind und weht aus Südwesten. Der Kusi bringt in Ostafrika wenig Regen, der größte Teil geht in den Bergen Madagaskars nieder. Zwischen Dezember und Ende Februar weht in der Region der Kaskasi.